# Kamamber (sir)
-{
}-

Kamamber (фр. camembert, prema mestu Kamamber u Francuskoj, gde se proizvodi), mekani, zreli sir specifične arome, od punomasnoga nepasterizovanog kravljeg mleka, proizvodi se  od kraja 18. veka. Tokom zrenja (4 do 6 meseci) na površini sira stvara se bela plemenita plesan (Penicillium candidum, P. camemberti), a enzimskom razgradnjom belančevina nastaju sastojci koji daju aromu. Kamamber je krajem 19. veka postao prvi industrijski proizveden sir.

## Istorijsko poreklo
Od svog nastanka, u 18. veku, kamamber je postao referenca za meke punomasne kravlje sireve sa belom plemenitom plesni. Prema Pjer Andrue-u, njegova proizvodnja je povezana sa izmenom tajne kod fabričke proizvodnje sira bri, a njegovi ekonomski razlozi su povezani sa blizinom morskih odmarališta. Sir je pronašao prve korisnike među turistima, a posle je bio otkriven i u Parizu. Blaga klima i obilje vlage koja dolazi s Atlantika čuvenim normandijskim kravama daju izvrsnu ispašu, pa je i mleko izvrsnog kvaliteta, visokog sadržaja masti, belančevina i vitamina.

### Mari Arel
Istorija ovog sira počinje oktobra 1791. godine, kada je Mari Arel (fr. Marie Harel), žiteljka Kamambera, pomogla svešteniku Šarl-Žan Bonvu da pobegne od republikanaca. Sveštenik je bilo poreklom iz regije Bri u Francuskoj, pa joj je, u znak zahvalnosti, otkrio tajnu proizvodnje sira bri. Njena kćerka, koja je nosila isto ime i prezime, i njen suprug Toma Penel su malo po malo započeli proizvodnju novog sira.

### Napoleon III
Napoleon III, pri jednoj poseti Aržantanu, je probao,oduševio se i naručio za svoju palatu u Parizu. Nešto kasnije se francuski inženjer M. Ridel dosetio kako да zaštiti i sačuvati ovaj delikatni sir tokom transporta, pa se od 1890. godine Kamamber pakuje u karakteristične tanke okrugle drvene kutijice, koje mu čuvaju svežinu i po kojima je postao poznat širom sveta. Pre kamambera postajali su drugi sirevi u toj oblasti Normandije, a do njegove pojave se spominje sir iz Oža, a 1708. godine, u jednom geografskom spisu, Toma Koglej je spomenuo sir iz Kamambera.

### Deo vojničke porcije
Uvrštavanje parčeta kamamber-a u vojničku porciju, za vreme prvog svetskog rata, isto tako je doprinelo širenju ovog proizvoda. Od tada se njegova slava proširila i preko Atlantika.

## Uticaj mikroorganizama i plesni na svojstva sira kamamber
Pre nego je savremena nauka dobro proučila gljivice i plesni, korica kamambera je bila neujednačene boje, uglavnom plavo sive sa smeđim tačkicama. Od dvadesetih godina prošlog veka korica je sve češće bele boje, ali tek se od sedamdesetih bela boja potvrdila kao standard. Pravi kamamber pripremljen od nepasterizovanog mleka, snažan je na nepcu, drvenast,voćan,prijatan i gladak, svetlo žute boje,mekan u sredini, a korica mu je tanka, bele boje. Kao i kod drugog čuvenog francuskog sira bri-a, sazrevanje kamambera započinje spolja kada se površina prekriva tankim slojem soli i plesni i traje najmanje tri nedelje na tamnom, hladnom i vlažnom mestu. 
Zbog svega toga kamamber se nakon otvaranja čuva najviše sedam dana,uvek u svojoj originalnoj ambalaži, dobro zaštićen od sušenja. Korica prezrelog kamambera dobija smeđkastu boju i intenzivan miris po amonijaku koji proizvode isti mikroorganizmi koji su odgovorni i za prvobitno sazrevanje sira. Ako nije dobro čuvan na hladnom u svom izvornom pakovanju, razviće se i druge plesni, crvenkasto-rđe boje. 

## Varijante sira kamamber izvan Francuske
Mnogi proizvođači su pokušavali da kopiraju kamamber, ali kvalitet i ukus originalnog Camembert de Normandie štiti titula AOC (Appellation d'Origine Contrôlee) koju je dobio 1983. i koju danas sme koristiti tek dvadesetak ovlaštenih proizvođača. Najpoznatije su mađarska varijanta sa istim imenom, slovačka sa nazivom Hermelín i britanska verzija koja se proizvodi u Konvolu sa nazivom Cornish Camembert, a kod nas u regionu se proizvodi u Hrvatskoj i Srbiji.

## Izvorni deo francuske kulture
Kamamber je izvorni deo francuske kulture i kulturne baštine. Postoji urbana legenda, koja kaže da je jedna od najpoznatijih slika španskog nadrealiste Salvadora Dalija, Upornost sećanja, a na kojoj se vide satovi koje se tope, nastala tako što je slikar ideju dobio jednog vrelog letnjeg popodneva, kada mu je pogled pao na komad nepojedenog kamambera koji se na vrelom suncu lagano topio i postajao sve mekši, gotovo tečan. Te noći, dok je razmišljao o novom slikarskom motivu, u snu je video satove koji su se rastapali u pejsažu. Sledećeg dana je na nedovršenu sliku pejzaža sa stenama u daljini, u prvom planu naslikao džepne satove koji se tope.  Ta slika je postala i do danas ostala simbol za pojam prolaznosti vremena. 

## Upotreba u kulinarstvu
Kamamber (engleski:Camembert) je meki sir od kravljeg mleka obložen belom plesni specifičnog ukusa. Specifične je arome i mekane do pastozne konzistencije, s tvrdom koricom spolja. Njegovo zrenje traje od jednog do dva meseca. Za razliku od roquefora, gorgonzole i stiltona, nije obložen plavom plesni. 
Priprema se od punomasnog kravljeg mleka, a na tržište dolazi u malom pakovanju u obliku kolača. Koristi se kao namaz za krekere, za pripremu sosova, u raznim kombinacijama s voćem itd. 
Uz beli zreli sir, kakav je kamamber, preporučuju se mlada crvena voćna vina: od francuskih, bordoška vina, a od domaćih merlot i kaberne sovinjon. 
Od jela se preporučuju pohovani kamamber, koji je vrlo je popularan u Austriji ili Nemačkoj, gde se može pronaći i u nekim fast-food restoranima. Ovako pripremljen, kamamber je obložen hrskavom koricom od pohovanja, a unutrašnjost mu je topla i kremasta. (Pogledajte kako se sprema Pohovani kamamber:
https://www.youtube.com/watch?v=Wi0gFs_O43M)

## Literatura
- P. Boisard, Le camembert, mythe national, calmann-Lévy, 1992
- Christophe Vallantin Dulac, Les recettes de Maître Renard, Épopée culinaire autour du Camembert au lait cru, ed.vallantin dulac, 2014 ( 978-2-9547987-0-7)

## Spoljašnje veze
- Nina Branković, Francuski mekani sirevi, Архивирано на веб-сајту  (8. децембар 2015)
- Prehrambeni riječnik,